# Kanton Champeix
Kanton Champeix (fr. Canton de Champeix) je francouzský kanton v departementu Puy-de-Dôme v regionu Auvergne. Tvoří ho 17 obcí.

## Obce kantonu
- Chadeleuf
- Champeix
- Chidrac
- Clémensat
- Courgoul
- Creste
- Grandeyrolles
- Ludesse
- Montaigut-le-Blanc
- Neschers
- Saint-Cirgues-sur-Couze
- Saint-Floret
- Saint-Nectaire
- Saint-Vincent
- Saurier
- Tourzel-Ronzières
- Verrières